# Elecciones regionales de Huancavelica de 2018
Las elecciones regionales de Huancavelica de 2018 se llevaron a cabo el 7 de octubre de 2018 para elegir al gobernador regional, al vicegobernador regional y al Consejo Regional para el periodo 2019-2022. La elección se celebró simultáneamente con elecciones regionales y municipales (provinciales y distritales) en todo el Perú.
Como resultado de esta elección, Maciste Díaz Abad, candidato del Movimiento Independiente Trabajando para Todos, obtuvo el 35.85% de votos válidos y resultó electo como gobernador regional de Huancavelica.

## Sistema electoral
El Gobierno Regional de Huancavelica es el órgano administrativo y de gobierno del departamento de Huancavelica. Está compuesto por el gobernador regional, el vicegobernador regional y el Consejo Regional.
La votación se realiza en base al sufragio universal, que comprende a todos los ciudadanos nacionales mayores de dieciocho años, empadronados y residentes en el departamento de Huancavelica y en pleno goce de sus derechos políticos.
El gobernador y vicegobernador regional son elegidos por sufragio directo. Para que un candidato sea proclamado ganador debe obtener no menos de 30 % de votos válidos. En caso ningún candidato logre ese porcentaje en la primera vuelta electoral, los dos candidatos más votados participan en una segunda vuelta o balotaje. No hay reelección inmediata de gobernadores regionales.
El Consejo Regional de Huancavelica está compuesto por 11 consejeros elegidos por sufragio directo para un período de cuatro (4) años. Cada provincia del departamento de Huancavelica constituye una circunscripción electoral. La votación es por lista cerrada y bloqueada. Se asigna a la lista ganadora los escaños según el método d'Hondt. La distribución y el número de consejeros regionales es la siguiente:
| Circunscripción                                     | Escaños | Mapa |
| --------------------------------------------------- | ------- | ---- |
| Acobamba(+1), Angaraes(+1), Huancavelica y Tayacaja | 2       |      |
| Castrovirreyna, Churcampa y Huaytará                | 1       |      |

## Composición del Consejo Regional de Huancavelica
La siguiente tabla muestra la composición del Consejo Regional de Huancavelica antes de las elecciones.
| Partidos | Partidos                                       | Consejeros |
| -------- | ---------------------------------------------- | ---------- |
|          | Movimiento Independiente Regional AYLLU        | 4          |
|          | Movimiento Independiente Trabajando para Todos | 4          |
|          | Movimiento Regional AYNI                       | 1          |

## Partidos y candidatos
A continuación se muestra una lista de los principales partidos y alianzas electorales que participaron en las elecciones:
| Candidatura | Candidatura | Partidos y alianzas                                                     | Candidato | Candidato                      | Ideología                                                          | Resultado previo | Resultado previo | Ref.  |
| Candidatura | Candidatura | Partidos y alianzas                                                     | Candidato | Candidato                      | Ideología                                                          | Votos (%)        | Con.             | Ref.  |
| ----------- | ----------- | ----------------------------------------------------------------------- | --------- | ------------------------------ | ------------------------------------------------------------------ | ---------------- | ---------------- | ----- |
|             | MITT        | Lista - Movimiento Independiente Trabajando para Todos (MITT)           |           | Maciste Díaz Abad              | Regionalismo huancavelicano                                        | 28.53%           | 4                | [ 2 ] |
|             | AYNI        | Lista - Movimiento Regional AYNI (AYNI)                                 |           | Leoncio Huayllani Taype        | Regionalismo huancavelicano                                        | 14.55%           | 1                | [ 2 ] |
|             | MINCAP      | Lista - Movimiento Independiente de Campesinos y Profesionales (MINCAP) |           | Federico Salas-Guevara Schultz | Regionalismo huancavelicano                                        | 7.33%            | 0                | [ 2 ] |
|             | AGUA        | Lista - Movimiento Regional AGUA (AGUA)                                 |           | Samuel Morán Cárdenas          | Regionalismo huancavelicano                                        | 5.41%            | 0                | [ 2 ] |
|             | APP         | Lista - Alianza para el Progreso (APP)                                  |           | Edgar Ramírez Rivera           | Liberalismo económico Conservadurismo liberal Populismo de derecha | 1.08%            | 0                | [ 2 ] |
|             | SP          | Lista - Somos Perú (SP)                                                 |           | Abrahám Carrasco Talavera      | Democracia cristiana Conservadurismo social                        | Nuevo            | Nuevo            | [ 2 ] |
|             | FA          | Lista - Frente Amplio (FA)                                              |           | Elsa Quichca Pariona           | Socialismo Ecologismo Descentralización                            | Nuevo            | Nuevo            | [ 2 ] |

## Sondeos de opinión
Las siguientes tablas enumeran las estimaciones de la intención de voto en orden cronológico inverso, mostrando las más recientes primero y utilizando las fechas en las que se realizó el trabajo de campo de la encuesta. Cuando se desconocen las fechas del trabajo de campo, se proporciona la fecha de publicación.
Leyenda:
     Sondeo realizado en el periodo de prohibición legal de la difusión de sondeos de intención de voto.

### Intención de voto
La siguiente tabla enumera las estimaciones ponderadas (sin incluir votos en blanco y nulos) de la intención de voto.
| Encuestadora/Medio                 | Fecha             | Muestra | Maciste Díaz | Leoncio Huayllani | Samuel Morán | Federico Salas Guevara | Abrahám Carrasco | Edgar Ramírez | Elsa Quichca | Dif. |  |  |  |
| ---------------------------------- | ----------------- | ------- | ------------ | ----------------- | ------------ | ---------------------- | ---------------- | ------------- | ------------ | ---- |  |  |  |
| Encuestadora/Medio                 | Fecha             | Muestra |              |                   |              |                        |                  |               |              |      |  |  |  |
| Elecciones regionales de 2018      | 7 oct 2018        | —       | 35.8         | 32.6              | 15.9         | 9.6                    | 3.3              | 1.4           | 1.4          | 3.2  |  |  |  |
|                                    |                   |         |              |                   |              |                        |                  |               |              |      |  |  |  |
| Ipsos Perú/América                 | 7 oct 2018        | ?       | 37.3         | 32.2              | 14.6         | 9.9                    | –                | –             | –            | 5.1  |  |  |  |
| Datum Internacional/Latina         | 7 oct 2018        | ?       | 35.5         | 36.9              | 11.3         | 11.2                   | –                | –             | –            | 1.4  |  |  |  |
| Ipsos Perú/América                 | 7 oct 2018        | ?       | 33.7         | 35.0              | 15.8         | 10.5                   | –                | –             | –            | 1.3  |  |  |  |
| Datum Internacional/Latina         | 7 oct 2018        | ?       | 31.2         | 33.4              | 15.1         | 12.3                   | 2.6              | 3.0           | 2.4          | 2.2  |  |  |  |
| Sensor/AYNI                        | 26–28 sep 2018    | 400     | 20.2         | 31.0              | 10.5         | 17.0                   | 10.2             | 4.3           | 6.8          | 10.8 |  |  |  |
| Opinión Pública y Mercadeo         | 15–18 sep 2018    | 112     | 24.7         | 32.1              | 11.1         | 19.8                   | –                | –             | –            | 7.4  |  |  |  |
| Quelkan Rimay Inversiones/Primicia | 27 ago–1 sep 2018 | ?       | 20.1         | 27.2              | –            | 13.1                   | 19.2             | –             | –            | 7.1  |  |  |  |
| Cimar Comunicaciones               | 12 mar 2018       | 920     | 22.6         | 20.4              | –            | 15.7                   | 19.8             | –             | –            | 2.2  |  |  |  |

### Preferencias de voto
La siguiente tabla enumera las preferencias de voto en bruto (incluyendo blancos, viciados y sin respuesta) y no ponderadas.
| Encuestadora/Medio                 | Fecha             | Muestra | Maciste Díaz | Leoncio Huayllani | Samuel Morán | Federico Salas Guevara | Abrahám Carrasco | Edgar Ramírez | Elsa Quichca | B/V  | NS/NO | Dif. |  |  |  |
| ---------------------------------- | ----------------- | ------- | ------------ | ----------------- | ------------ | ---------------------- | ---------------- | ------------- | ------------ | ---- | ----- | ---- |  |  |  |
| Encuestadora/Medio                 | Fecha             | Muestra |              |                   |              |                        |                  |               |              |      |       |      |  |  |  |
| Elecciones regionales de 2018      | 7 oct 2018        | —       | 30.1         | 27.4              | 13.3         | 8.1                    | 2.7              | 1.2           | 1.2          | 15.9 | –     | 2.7  |  |  |  |
|                                    |                   |         |              |                   |              |                        |                  |               |              |      |       |      |  |  |  |
| Opinión Pública y Mercadeo         | 15–18 sep 2018    | 112     | 20           | 26                | 9            | 16                     | –                | –             | –            | –    | 19    | 6    |  |  |  |
| Quelkan Rimay Inversiones/Primicia | 27 ago–1 sep 2018 | ?       | 17.1         | 22.5              | –            | 10.8                   | 15.9             | –             | –            | 17.3 | –     | 5.4  |  |  |  |
| Cimar Comunicaciones               | 12 mar 2018       | 920     | 16.1         | 14.5              | –            | 11.2                   | 14.1             | –             | –            | –    | 28.8  | 1.6  |  |  |  |

## Resultados

### Gobierno Regional de Huancavelica
| Candidatos           | Candidatos                     | Partidos y coaliciones                                          | Voto popular | Voto popular | Voto popular |  |
| Candidatos           | Candidatos                     | Partidos y coaliciones                                          | Votos        | %            |              |  |
| -------------------- | ------------------------------ | --------------------------------------------------------------- | ------------ | ------------ | ------------ |  |
|                      | Maciste Díaz Abad              | Movimiento Independiente Trabajando para Todos (MITT)           | 68,607       | 35.85        |              |  |
|                      | Leoncio Huayllani Taype        | Movimiento Regional AYNI (AYNI)                                 | 62,437       | 32.63        |              |  |
|                      | Samuel Morán Cárdenas          | Movimiento Regional AGUA (AGUA)                                 | 30,384       | 15.88        |              |  |
|                      | Federico Salas-Guevara Schultz | Movimiento Independiente de Campesinos y Profesionales (MINCAP) | 18,327       | 9.58         |              |  |
|                      | Abrahám Carrasco Talavera      | Somos Perú (SP)                                                 | 6,311        | 3.30         |              |  |
|                      | Edgar Ramírez Rivera           | Alianza para el Progreso (APP)                                  | 2,688        | 1.40         |              |  |
|                      | Elsa Quichca Pariona           | Frente Amplio (FA)                                              | 2,621        | 1.37         |              |  |
|                      |                                |                                                                 |              |              |              |  |
| Total                | Total                          | Total                                                           | 191,375      |              |              |  |
|                      |                                |                                                                 |              |              |              |  |
| Votos válidos        | Votos válidos                  | Votos válidos                                                   | 191,375      | 84.07        |              |  |
| Votos en blanco      | Votos en blanco                | Votos en blanco                                                 | 16,399       | 7.20         |              |  |
| Votos nulos          | Votos nulos                    | Votos nulos                                                     | 19,865       | 8.73         |              |  |
| Votos emitidos       | Votos emitidos                 | Votos emitidos                                                  | 227,639      | 77.77        |              |  |
| Abstenciones         | Abstenciones                   | Abstenciones                                                    | 65,069       | 22.23        |              |  |
| Votantes registrados | Votantes registrados           | Votantes registrados                                            | 292,708      |              |              |  |
|                      |                                |                                                                 |              |              |              |  |
| Fuente:              |                                |                                                                 |              |              |              |  |

### Consejo Regional de Huancavelica
| |                                                                 |              |              |              |         |         |
| Partidos y coaliciones | Partidos y coaliciones                                          | Voto popular | Voto popular | Voto popular | Escaños | Escaños |
| Partidos y coaliciones | Partidos y coaliciones                                          | Votos        | %            | ±pp          | Total   | +/−     |
| | Movimiento Independiente Trabajando para Todos (MITT)           | 62,311       | 34.12        | +6.77        | 6       | +2      |
| | Movimiento Regional AYNI (AYNI)                                 | 57,732       | 31.62        | +16.91       | 5       | +4      |
| | Movimiento Regional AGUA (AGUA)1                                | 32,818       | 17.97        | +12.20       | 0       | ±0      |
| | Movimiento Independiente de Campesinos y Profesionales (MINCAP) | 21,310       | 11.67        | +3.23        | 0       | ±0      |
| | Somos Perú (SP)                                                 | 5,851        | 3.20         | n/a          | 0       | ±0      |
| | Alianza para el Progreso (APP)                                  | 2,584        | 1.42         | +0.02        | 0       | ±0      |
| |                                                                 |              |              |              |         |         |
| Total | Total                                                           | 182,606      |              |              | 11      | +2      |
| |                                                                 |              |              |              |         |         |
| Votos válidos | Votos válidos                                                   | 182,606      | 80.22        | –1.18        |         |         |
| Votos en blanco | Votos en blanco                                                 | 25,574       | 11.23        | –0.70        |         |         |
| Votos nulos | Votos nulos                                                     | 19,459       | 8.55         | +1.88        |         |         |
| Votos emitidos | Votos emitidos                                                  | 227,639      | 77.77        | –4.16        |         |         |
| Abstenciones | Abstenciones                                                    | 65,069       | 22.03        | +4.16        |         |         |
| Votantes registrados | Votantes registrados                                            | 292,708      |              |              |         |         |
| |                                                                 |              |              |              |         |         |
| Fuente: |                                                                 |              |              |              |         |         |
| Notas al pie: 1 Comparado con los resultados de Acción de Gobernabilidad para la Unidad Andina (AGUA) en las elecciones de 2014. |                                                                 |              |              |              |         |         |
| Notas al pie: |                                                                 |              |              |              |         |         |
| 1 Comparado con los resultados de Acción de Gobernabilidad para la Unidad Andina (AGUA) en las elecciones de 2014.               |                                                                 |              |              |              |         |         |

#### Resultados por provincia
| Provincia      | MITT     | MITT | AYNI | AYNI | AGUA | AGUA | MINCAP | MINCAP | SP   | SP  | APP | APP |   |
| Provincia      | %        | E    | %    | E    | %    | E    | %      | E      | %    | E   | %   | E   |   |
| -------------- | -------- | ---- | ---- | ---- | ---- | ---- | ------ | ------ | ---- | --- | --- | --- | - |
| Provincia      | Acobamba | 39.8 | 1    | 37.2 | 1    | 15.3 | –      | 7.1    | –    | 0.2 | –   | 0.2 | – |
| Angaraes       | 27.4     | 1    | 34.7 | 1    | 19.5 | –    | 17.1   | –      | 0.5  | –   | 0.9 | –   |   |
| Castrovirreyna | 37.5     | 1    | 34.2 | –    | 11.8 | –    | 16.4   | –      |      |     |     |     |   |
| Churcampa      | 33.7     | 1    | 26.4 | –    | 11.2 | –    | 25.8   | –      | 0.9  | –   | 2.0 | –   |   |
| Huancavelica   | 33.2     | 1    | 32.8 | 1    | 17.4 | –    | 9.5    | –      | 4.6  | –   | 2.5 | –   |   |
| Huaytará       | 25.0     | –    | 29.1 | 1    | 21.2 | –    | 9.0    | –      | 15.7 | –   |     |     |   |
| Tayacaja       | 37.3     | 1    | 28.0 | 1    | 22.2 | –    | 8.2    | –      | 2.9  | –   | 1.3 | –   |   |
| Total          | 34.1     | 6    | 31.6 | 5    | 18.0 | –    | 11.7   | –      | 3.2  | –   | 1.4 | –   |   |

### Autoridades electas
| Cargo                                                   | Autoridad electa | Autoridad electa          | Partido político | Partido político                               |
| ------------------------------------------------------- | ---------------- | ------------------------- | ---------------- | ---------------------------------------------- |
| Gobernador Regional de Huancavelica                     |                  | Maciste Díaz Abad         |                  | Movimiento Independiente Trabajando para Todos |
| Vicegobernador Regional de Huancavelica                 |                  | Guillermo Quispe Torres   |                  | Movimiento Independiente Trabajando para Todos |
| Consejero Regional de Huancavelica (por Acobamba)       |                  | Jaime Escobar García      |                  | Movimiento Independiente Trabajando para Todos |
| Consejero Regional de Huancavelica (por Acobamba)       |                  | Hugo Espinoza Ancalle     |                  | Movimiento Regional AYNI                       |
| Consejero Regional de Huancavelica (por Angaraes)       |                  | Ernesto Sánchez Zorrilla  |                  | Movimiento Regional AYNI                       |
| Consejero Regional de Huancavelica (por Angaraes)       |                  | Fredy Vidalón Peralta     |                  | Movimiento Independiente Trabajando para Todos |
| Consejera Regional de Huancavelica (por Castrovirreyna) |                  | Gianina Sánchez Almonacid |                  | Movimiento Independiente Trabajando para Todos |
| Consejero Regional de Huancavelica (por Churcampa)      |                  | Pelayo Marca Villantoy    |                  | Movimiento Independiente Trabajando para Todos |
| Consejero Regional de Huancavelica (por Huancavelica)   |                  | Teobaldo Quispe Guillén   |                  | Movimiento Independiente Trabajando para Todos |
| Consejero Regional de Huancavelica (por Huancavelica)   |                  | Fernando Clemente Arana   |                  | Movimiento Regional AYNI                       |
| Consejera Regional de Huancavelica (por Huaytará)       |                  | Micaela Sotelo Berrocal   |                  | Movimiento Regional AYNI                       |
| Consejero Regional de Huancavelica (por Tayacaja)       |                  | Tito Castro Huamán        |                  | Movimiento Independiente Trabajando para Todos |
| Consejera Regional de Huancavelica (por Tayacaja)       |                  | Maritza Ravelo Chávez     |                  | Movimiento Regional AYNI                       |